# Marek Jankulovski
Marek Jankulovski (sinh ngày 9 tháng 5 năm 1977 ở Ostrava, Tiệp Khắc, nay là Cộng hoà Séc) là một cựu cầu thủ bóng đá người Séc chơi ở vị trí Hậu vệ chạy cánh trái hoặc Tiền vệ cánh trái. Anh cũng được bầu chọn là cầu thủ xuất sắc nhất CH Séc mùa giải 2007/2008.Anh được biết đến nhiều bởi sự linh hoạt khi thi đấu ở cánh trái và cùng với đó là khả năng tạt bóng và kĩ thuật cá nhân rất tốt.

## Sự nghiệp câu lạc bộ

### Baník Ostrava
Jankulovski bắt đầu sự nghiệp của mình cho Baník Ostrava sau khi gia nhập NH Ostrava.  Năm 1994, anh có một bước đột phá vào đội một, khi câu lạc bộ cán đích ở vị trí thứ ba trong giải đấu.  Jankulovski khởi nghiệp, chơi ở vị trí tiền vệ tấn công trước khi chơi ở vị trí hậu vệ và có được vị trí trong đội một. 
Vào đầu mùa giải 1999–00, Jankulovski khởi đầu mùa giải tốt khi ghi hai bàn vào lưới Chmel Blšany và Sigma Olomouc .  Mãi đến ngày 27 tháng 2 năm 2000, Jankulovski mới ghi bàn thắng thứ ba trong mùa giải, trong chiến thắng 4–1 trước Sigma Olomouc.  Tiếp theo là ghi hai bàn. Trong chiến thắng 3–1 trước Drnovice .  Anh ấy tiếp tục ghi ba bàn sau đó trong mùa giải 1999–00.  Vào cuối mùa giải 1999–00, Jankulovski tiếp tục ra sân hai mươi bảy lần và ghi tám bàn trên mọi đấu trường; màn trình diễn của anh ấy tại Baník Ostrava đã thu hút sự quan tâm từ các câu lạc bộ nước ngoài, những người đã biết đến anh ấy.  Trước khi rời câu lạc bộ, Jankulovski đã có tổng cộng 110 lần ra sân ở giải VĐQG và ghi được 15 bàn trong suốt thời gian thi đấu cho Baník Ostrava.

### Napoli
Sau khi anh tham dự UEFA Euro 2000, Napoli bắt đầu đàm phán ký hợp đồng với Jankulovski.  Việc chuyển đi đã được xác nhận vào ngày hôm sau và anh ấy đã được trao một chiếc áo số mười lăm.  Có thông tin tiết lộ rằng đồng hương của anh ấy là Zdeněk Zeman đã giới thiệu cầu thủ này gia nhập câu lạc bộ.  Jankulovski nói về người quản lý đồng hương của mình, Zeman: "Tôi đã nghe nói về các phương pháp của Zeman ở đất nước của tôi. Tôi đã chuẩn bị tinh thần để chịu đựng. Tuy nhiên, tôi vẫn còn yếu ớt, sau khi phải đối mặt với nhiều km chạy trong vài ngày. Nó là một sự chuẩn bị khác với những gì tôi đã từng làm. " 
Ra sân từ băng ghế dự bị trong ba trận đầu tiên của giải đấu, anh có trận ra mắt Napoli, bắt chính cả trận, trong trận hòa 1-1 trước Lecce vào ngày 1 tháng 11 năm 2000.  Tiếp theo là bàn thắng đầu tiên của anh. bàn thắng cho câu lạc bộ, trong trận thua 2-1 trước Vicenza. Sau trận đấu, la Repubblica đã ca ngợi màn trình diễn của anh ấy.  Tuy nhiên, kể từ khi gia nhập Napoli, Jankulovski đã tìm thấy thời gian thi đấu của mình, chủ yếu vào sân từ băng ghế dự bị.  Sau đó, anh ghi bàn thắng thứ hai cho câu lạc bộ, sau khi vào sân thay người ở phút 75, trong chiến thắng 6–2 trước Reggina vào ngày 16 tháng 12 năm 2000. Tuy nhiên, Jankulovski nhận một thẻ đỏ liên tiếp ở phút 89, sau khi vào sân thay người ở phút 70, trong trận hòa 0–0 trước Perugia vào ngày 18 tháng 3 năm 2001.  Sau khi bị treo giò một trận, anh ghi bàn vào lưới của mình. trở lại, vào sân thay người ở phút thứ 83, trong trận đấu với Bari vào ngày 14 tháng 4 năm 2001.  Tuy nhiên, Jankulovski đã không thể giúp câu lạc bộ tránh xuống hạng Serie B.  Vào cuối mùa giải 2000–01, anh đã có 20 lần ra sân và ghi bàn một lần trong tất cả các giải đấu.
Trước mùa giải 2001–02, người ta cho rằng Jankulovski sẽ ở lại Napoli bất chấp việc câu lạc bộ xuống hạng.  Anh ghi bàn thắng đầu tiên của mùa giải, trong trận thua 2-1 trước Siena vào ngày 12 tháng 8 năm 2001.  Kể từ đầu mùa giải 2001–02, Jankulovski tiếp tục giành lại vị trí trong đội một, luân phiên thi đấu. hoặc vị trí tiền vệ trái và vị trí tiền vệ trung tâm.  Đến tháng 12, anh bắt đầu chơi ở vị trí hậu vệ trái.  Jankulovski sau đó ghi hai bàn trong hai trận đấu tiếp theo trước Cosenza và Pistoiese từ ngày 9 tháng 12 năm 2001 đến ngày 14 tháng 12 năm 2001. Sau khi bỏ lỡ hai trận đấu vắng mặt vì chấn thương, anh ghi bàn trở lại, trong trận hòa 1-1 trước Cagliari vào ngày 24 tháng 2 năm 2002.  Jankulovski sau đó ghi thêm hai bàn thắng nữa trong mùa giải 2001–02 trước Palermo và Siena.  Mặc dù bị chấn thương trong suốt mùa giải 2001–02, anh vẫn ra sân ba mươi ba lần và ghi sáu bàn trên mọi đấu trường. 

### Udinese
Vào ngày 1 tháng 2 năm 2002, Jankulovski gia nhập Udinese theo hợp đồng chuyển nhượng trị giá 3,5 triệu euro và được cho Napoli mượn lại.  Trước đây anh ấy đã được liên kết với việc chuyển đến đội bóng Premier League West Ham United . 
Jankulovski có trận ra mắt câu lạc bộ, vào sân thay người ở phút thứ 58, trong trận hòa 1-1 trước Parma ở trận mở màn mùa giải.  Kể từ khi gia nhập Udinese, anh nhanh chóng trở thành đội một thường xuyên của câu lạc bộ, luân phiên chơi ở vị trí hậu vệ trái và vị trí tiền vệ trong năm trận đấu tiếp theo.  Sau khi bỏ lỡ 5 trận đấu khiến anh phải ngồi ngoài một tháng, Jankulovski trở lại đội một, vào sân thay người ở phút 66, trong chiến thắng 2-1 trước Empoli vào ngày 8 tháng 12 năm 2002.  Sau đó, anh đã giúp Udinese giữ sạch lưới ba trận liên tiếp từ ngày 18 tháng 12 năm 2002 đến ngày 12 tháng 1 năm 2003. Mặc dù phải ngồi ngoài vào cuối mùa giải 2002–03, Jankulovski vẫn tiếp tục giành lại vị trí ở đội một, luân phiên chơi ở vị trí hậu vệ trái và vị trí tiền vệ.  Anh ghi bàn thắng đầu tiên cho câu lạc bộ, trong trận thua 3–2 trước Parma vào ngày 2 tháng 2 năm 2003.  Tiếp theo là anh ghi bàn thắng thứ hai trong mùa giải, trong chiến thắng 2-1 trước Piacenza .  Jankulovski ghi bàn thắng thứ ba trong mùa giải, trong chiến thắng 3–2 trước Como vào ngày 19 tháng 4 năm 2003.  Một lần nữa, anh ghi hai bàn trong hai trận trong hai trận còn lại của mùa giải 2002–03. chống lại Perugia và Lazio . Vào cuối mùa giải 2002–03, Jankulovski đã có hai mươi chín lần ra sân và ghi được năm bàn thắng trên mọi đấu trường.
Trước mùa giải 2003–04, những màn trình diễn của Jankulovski đã thu hút sự quan tâm từ các câu lạc bộ tại Serie A nhưng cuối cùng anh lại ở lại Udinese.  Bắt đầu mùa giải 2003–04 chứng kiến Jankulovski tiếp tục giành lại vị trí ở đội một, luân phiên chơi ở vị trí hậu vệ trái và vị trí tiền vệ trong 12 trận đầu tiên của mùa giải.  Anh ấy đã chơi trong cả hai lượt trận đầu tiên của UEFA Cup với Austria Salzburg , khi câu lạc bộ thua chung cuộc 3–2.  Jankulovski sau đó ghi bàn thắng đầu tiên trong mùa giải, trong trận thua 4–1 trước Juventus vào ngày 9 tháng 11 năm 2003.  Một tháng sau, anh ghi bàn trong cả hai lượt trậnCoppa Italia ở vòng 16 đội trước Bologna , khi Udinese thắng chung cuộc 4–0.  Bàn thắng thứ tư của Jankulovski trong mùa giải đến vào ngày 25 tháng 1 năm 2004, trong trận hòa 1-1 trước Roma.  Anh ghi thêm hai bàn nữa vào tháng Hai, vào lưới Bologna và Ancona .  Jankulovski ghi thêm hai bàn nữa vào tháng Năm và giúp câu lạc bộ đủ điều kiện tham dự UEFA Cup vào mùa giải tới .  Mặc dù bỏ lỡ hai trận đấu trong mùa giải 2003–04, anh vẫn ra sân ba mươi tám lần và ghi tám bàn trên mọi đấu trường. 
Vào mùa hè năm 2004, Jankulovski được liên hệ chuyển đến Juventus và CSKA Moscow .  Cuối cùng, anh ấy kết thúc ở lại Udinese, sau khi từ chối chuyển đến CSKA Moscow, thay vào đó, anh ấy muốn gia nhập một câu lạc bộ Serie A khác.  Bỏ lỡ trận mở màn của mùa giải, do chấn thương, Jankulovski đã có trận đấu đầu tiên trong mùa giải, bắt đầu cả trận, trong trận thua 3-1 trước Panionios ở trận lượt đi vòng 1/8 UEFA Cup vào ngày 16. Tháng 9 năm 2004.  Ba ngày sau vào ngày 19 tháng 9 năm 2004, anh ghi bàn thắng đầu tiên trong mùa giải, trong trận thua 4–0 trước Parma.  Tuy nhiên, một tuần sau gặp Bresciavào ngày 26 tháng 9 năm 2004, Jankulovski nhận thẻ đỏ trực tiếp vì hành vi phi thể thao ở phút 80, trong trận thua 2-1.  Bốn ngày sau, vào ngày 30 tháng 9 năm 2004, trong trận lượt về với Panionios ở vòng đầu tiên UEFA Cup, anh nhận một thẻ đỏ khác vì thái độ phi thể thao, khi câu lạc bộ thắng 1–0, nhưng bị loại khỏi giải đấu sau tỷ số 3. –2 tổn thất trên tổng hợp.  Sau khi bị treo giò một trận, Jankulovski trở lại đội hình xuất phát trong trận gặp Inter Milan vào ngày 17 tháng 10 năm 2004, khi Udinese thua 3-1.  Ba ngày sau vào ngày 20 tháng 10 năm 2004, anh ký hợp đồng với câu lạc bộ, giữ anh cho đến tháng 6 năm 2008. Sau khi trở lại sau án treo giò, Jankulovski đã lấy lại được suất đá chính ở đội một, chơi ở cả vị trí tiền vệ phải và tiền vệ trái.  Sau đó, anh ghi hai bàn, ghi bàn gỡ hòa và chuyển đổi quả phạt đền để ghi bàn thắng quyết định của trò chơi, trong chiến thắng 4–3 trước Lecce vào ngày 7 tháng 11 năm 2004.  Trong trận đấu với Milan vào ngày 16 tháng 1 năm 2005, Jankulovski đã phản lưới nhà, để thua 3–1.  Anh ấy đã có thể sửa đổi những sai lầm bằng cách ghi bàn thắng thứ tư trong mùa giải, trong chiến thắng 3–0 trước Chievo vào ngày 2 tháng 2 năm 2005. Sau khi bị treo giò một trận, Jankulovski trở lại đội hình xuất phát trong trận đấu với Milan ở trận lượt về tứ kết Coppa Italia, và lập một trong những bàn thắng, trong chiến thắng 4–1, giúp Udinese vượt qua vòng bán kết sau khi giành chiến thắng chung cuộc 6–4.  Sau đó, anh giành lại vị trí trong đội hình chính của mình, bắt đầu trong bảy trận đấu tiếp theo cho câu lạc bộ.  Điều này kéo dài cho đến khi Jankulovski bị chấn thương mắt cá chân khiến anh phải ngồi ngoài trong phần còn lại của mùa giải 2004–05.  Vào cuối mùa giải 2004–05, anh tiếp tục ra sân ba mươi bảy lần và ghi bốn bàn trên mọi đấu trường. Vào thời điểm Jankulovski rời Udinese, anh đã chơi 104 trận và ghi được 17 bàn thắng cho câu lạc bộ.

### Milan

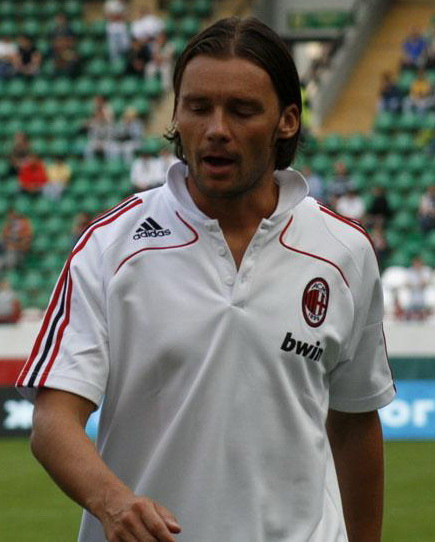
Jankulovski với Milan tháng 3 năm 2007.

Vào tháng 6 năm 2005, Jankulovski được ra mắt với tư cách là một cầu thủ của Milan sau khi ký hợp đồng với mức phí không được tiết lộ từ Udinese.  Câu lạc bộ đã quan tâm đến việc ký hợp đồng với cầu thủ này kể từ tháng 12 năm 2004. 
Tuy nhiên, anh ấy không thể bắt đầu thi đấu ngay lập tức, do bị vỡ mắt cá chân cách đây hai tháng và bỏ lỡ chuyến du đấu trước mùa giải của câu lạc bộ.  Nhưng Jankulovski đã bình phục và có trận ra mắt Milan, vào sân thay người ở phút 87, trong trận hòa 1-1 trước Ascoli ở trận mở màn mùa giải.  Một lần nữa, anh ta lại bị một chấn thương khác khiến anh ta phải ngồi ngoài trong một tháng.  Jankulovski trở lại đội một sau chấn thương, vào sân thay người ở phút thứ 78, trong chiến thắng 2–0 trước Cagliari vào ngày 16 tháng 10 năm 2005.  Tiếp theo là trận đấu đầu tiên của anh ấy cho câu lạc bộ và lập công cho Filippo Inzaghi , trong chiến thắng 2-1 trước Palermo. Anh ấy đã có trận ra mắt UEFA Champions League , vào sân thay người ở hiệp hai, trong chiến thắng 1–0 trước PSV Eindhoven vào ngày 1 tháng 11 năm 2005.  Sau khi trở lại sau chấn thương, Jankulovski được ra sân ngay từ đầu– lên, do những cuộc thi mà anh ấy phải đối mặt.  Anh ghi bàn thắng đầu tiên cho Milan, trong chiến thắng 3–1 trước Messina vào ngày 22 tháng 4 năm 2006.  Sau đó, anh ghi bàn thắng khác cho Inzaghi, trong chiến thắng 2–0 trước Livorno .  Vào cuối mùa giải 2005–06, Jankulovski đã có 28 lần ra sân và ghi bàn một lần trong tất cả các giải đấu.
Trước mùa giải 2006–07, tương lai của Jankulovski tại Milan bị nghi ngờ do anh không có cơ hội thi đấu ở đội một.  Nhưng anh ấy đã nói rõ là sẽ ở lại câu lạc bộ. Jankulovski khởi đầu mùa giải tốt khi giúp câu lạc bộ giữ sạch lưới sáu trận liên tiếp từ ngày 13 tháng 9 năm 2006 đến ngày 1 tháng 10 năm 2006. Trong đó, Jankulovski ghi bàn thắng đầu tiên trong mùa giải, ghi bàn thắng duy nhất của trận đấu, trong chiến thắng 1–0 trước Ascoli vào ngày 20 tháng 9 năm 2006. Sau đó, anh ghi bàn thắng thứ hai trong mùa giải, một lần nữa, ghi bàn thắng duy nhất của trận đấu, trong chiến thắng 1–0 trước Chievo vào ngày 25 tháng 10 năm 2006. Kể từ đầu 2006–07mùa giải, Jankulovski nhanh chóng khẳng định được vị trí của mình ở vị trí hậu vệ trái.  Khi đến với Massimo Oddo , anh ấy đã trở thành một trong những cầu thủ xuất sắc nhất của Milan, và cùng nhau, họ được dựa vào khi câu lạc bộ thiếu các cầu thủ chạy cánh truyền thống trong số các cầu thủ tấn công. Vào ngày 11 tháng 2 năm 2007, Jankulovski ghi bàn từ cự ly 25 mét, đây là một bàn thắng ấn định chiến thắng, trong chiến thắng 2-1 trước Livorno. Ngay sau đó, anh ký hợp đồng với Milan, giữ anh cho đến năm 2011. Jankulovski đã giúp câu lạc bộ giữ sạch lưới ba trận liên tiếp từ ngày 28 tháng 4 năm 2007 đến ngày 6 tháng 5 năm 2007, bao gồm cả chiến thắng 3–0 trước Manchester United .trong trận lượt về của UEFA Champions League đưa câu lạc bộ vào trận chung kết. Vào ngày 23 tháng 5 năm 2007, anh tham gia, xuất phát ở vị trí hậu vệ trái và góp công vào chiến thắng 2-1 của Milan trong trận chung kết UEFA Champions League với Liverpool. Sau trận đấu, Jankulovski nói: "Tôi thậm chí không thể diễn tả cảm giác của mình. Nó thật đẹp. Bạn có thể nói đó là ngẫu nhiên, nhưng sau đó chúng tôi tin rằng chúng tôi có thể làm được. Nó đã giúp chúng tôi, chúng tôi đã dẫn trước một nửa. và chúng tôi biết Liverpool phải mở tỷ số trận đấu. Điều này đã được khẳng định và cuối cùng chúng tôi đã có thêm bàn thắng thứ 2. Đặc biệt là trong hiệp 1, họ chơi tốt hơn. Lúc đó tôi không ở trong đội, nhưng những ký ức vẫn còn nguyên. May mắn thay , chúng tôi đã thực hiện nó ngay bây giờ." la Repubblica nhận xét về màn trình diễn của anh ấy, nói: "Những thứ quanh co của một Milan đi dưới đường đua đều là của anh ấy. Benítez, ở cánh trái, tổ chức một chiếc đĩa khó chịu cho anh ấy, Pennant đi, Mascherano giới thiệu bản thân và nhìn để tương phản." Mặc dù phải ngồi ngoài năm lần trong suốt mùa giải 2006–07, Jankulovski đã có năm mươi lần ra sân và ghi ba bàn trên mọi đấu trường. 
Vào đầu mùa giải 2007–08, Jankulovski xuất phát ở vị trí hậu vệ trái trong trận gặp Sevilla trong trận Siêu cúp châu Âu 2007 diễn ra vào ngày 31 tháng 8 năm 2007 và ghi bàn thắng thứ hai trong chiến thắng cho Milan bằng cú vô lê sau đường chuyền của Andrea Pirlo. Sau đó, anh giành lại vị trí trong đội một, chơi ở vị trí hậu vệ trái trong hai tháng đầu tiên của mùa giải.  Sau trận thua 0-0 trước Empoli vào ngày 21 tháng 10 năm 2007, Jankulovski bị chấn thương đầu gối và dự kiến sẽ phải nghỉ thi đấu từ hai đến sáu tháng.  Nhưng vào đầu tháng 12, anh ấy đã bình phục chấn thương và trở lại đội một trong trận đấu với Urawa Red Diamonds trongtrận bán kết FIFA Club World Cup và giúp câu lạc bộ giữ sạch lưới với chiến thắng 1–0 để tiến vào trận chung kết. Mặc dù xuất hiện với tư cách là một dự bị không được sử dụng, Milan tiếp tục giành chức vô địch giải đấu sau khi đánh bại Boca Juniors 4–2 vào ngày 16 tháng 12 năm 2007.  Tuy nhiên, sự trở lại của anh ấy chỉ diễn ra trong thời gian ngắn khi Jankulovski bị chấn thương đầu gối khiến anh ấy phải nghỉ thi đấu. trong hai tháng.  Anh trở lại đội một sau chấn thương gặp Siena vào ngày 10 tháng 2 năm 2008 và bắt đầu cả trận để giúp câu lạc bộ giữ sạch lưới, trong chiến thắng 1–0.  Sau đó, Jankulovski tiếp tục được tham gia vào đội một mặc dù bị chấn thương thêm sau đó trong mùa giải 2007–08. Vào cuối mùa giải 2007–08, anh ấy đã có 19 lần ra sân và ghi bàn một lần trên mọi đấu trường. Tiếp theo đó, vào ngày 28 tháng 5 năm 2008, Jankulovski được vinh danh là Cầu thủ Séc của năm 2007, trong khi đó Petr Čech đứng ở vị trí thứ hai. 
Vào đầu mùa giải 2008–09, Jankulovski giành lại vị trí trong đội một, chơi ở vị trí hậu vệ trái.  Anh ghi bàn thắng đầu tiên trong mùa giải, trong chiến thắng 3–1 trước FC Zürich vào ngày 18 tháng 9 năm 2008. Ba ngày sau vào ngày 21 tháng 9 năm 2008, Jankulovski lập một trong những bàn thắng, trong chiến thắng 4–1 giành chiến thắng trước Lazio. Sau đó, anh giúp Milan giữ sạch lưới bốn trận liên tiếp từ ngày 28 tháng 9 năm 2008 đến ngày 26 tháng 10 năm 2008.  Sau đó, Jankulovski đã giúp câu lạc bộ giữ sạch lưới ba trận liên tiếp từ ngày 22 tháng 3 năm 2009 đến ngày 11 tháng 4 năm 2009. Mặc dù bỏ lỡ ba trận đấu, do phải ngồi ngoài trong suốt mùa giải 2008–09, anh ấy đã ra sân ba mươi tám trận và ghi bàn một lần trong tất cả các giải đấu. Sau đó, Jankulovski trải qua một cuộc phẫu thuật mắt cá chân và hồi phục sau chấn thương. 
Vào đầu mùa giải 2009–10, Jankulovski trở thành đội một thường xuyên cho Milan, xuất phát ở vị trí hậu vệ trái trong sáu trận đầu tiên của mùa giải.  Tuy nhiên, anh bị loại khỏi đội một và bị giáng xuống băng ghế dự bị khi Luca Antonini đảm nhận vị trí hậu vệ trái.  Tuy nhiên, Jankulovski bị chấn thương mắt cá chân khiến anh phải nghỉ thi đấu trong phần còn lại của năm.  Mãi đến ngày 6 tháng 1 năm 2010, anh mới trở lại đội một, vào sân thay người ở phút thứ 76, trong chiến thắng 5–2 trước Genoa .  Do không có cơ hội ở đội một, Milan được cho là đã đề nghị Jankulovski cho Inter Milanđổi lấy Mancini trong kỳ chuyển nhượng mùa Đông.  Tuy nhiên, anh ấy từ chối chuyển đến đối thủ khó chịu của câu lạc bộ và sau đó nói rằng phản bội Milan không phải là một lựa chọn, nói rằng, "Sự thật mà nói, tôi đã không suy nghĩ nhiều ... Tôi muốn ở lại Milan, tôi" đã ở đây năm năm và tôi đã ổn định. "  Sau đó, anh ấy sau đó đã có 5 lần ra sân sau đó trong mùa giải 2009–10.  Mặc dù phải ngồi ngoài sau đó trong mùa giải 2009–10, Jankulovski đã có 16 lần ra sân trên mọi đấu trường. 
Trước mùa giải 2010–11, Jankulovski cho biết anh muốn ở lại Milan mặc dù mong đợi sẽ bị xếp sau đơn đặt hàng.  Jankulovski tiếp tục ngồi ngoài trong bốn tháng đầu tiên của mùa giải, do chấn thương và Antonini vẫn là sự lựa chọn hàng đầu của câu lạc bộ hậu vệ trái.  Anh ấy xuất hiện lần đầu tiên trong mùa giải, vào sân thay người muộn, trong chiến thắng 3–1 trước Palermo vào ngày 10 tháng 11 năm 2010.  Tuy nhiên, sự trở lại của anh ấy chỉ diễn ra trong thời gian ngắn khi Jankulovski bị một chấn thương khác tiếp tục anh ta ra ngoài trong hai tháng.  Mãi cho đến ngày 26 tháng 1 năm 2011, khi anh ra sân lần đầu tiên sau hai tháng, vào sân thay người ở phút thứ 80, trong chiến thắng 2-1 trước Sampdoriatrong trận tứ kết Coppa Italia.  Bốn ngày sau, vào ngày 30 tháng 1 năm 2011, Jankulovski thông báo ý định rời Milan vào cuối mùa giải 2010–11 và trở lại Cộng hòa Séc để kết thúc sự nghiệp của mình.  Sau sự vắng mặt của Antonini, anh ấy đã có ba lần đá chính cho câu lạc bộ, chơi ở vị trí hậu vệ trái.  Tuy nhiên, trong trận đấu với Palermo vào ngày 17 tháng 3 năm 2011, Jankulovski bị chấn thương đầu gối và được thay ra ở phút 17, khi Milan thua 1–0.  Sau trận đấu, anh phải phẫu thuật đầu gối, khiến anh bỏ lỡ phần còn lại của mùa giải 2010–11. Mặc dù vậy, Jankulovski vẫn là một phần của đội AC Milan giành chức vô địch Serie A lần đầu tiên kể từ mùa giải 2003–04.  Vào cuối mùa giải 2010–11, anh ấy đã có 8 lần ra sân trên mọi đấu trường.

### Trở lại Baník Ostrava và giải nghệ
Vào ngày 10 tháng 10 năm 2011, Jankulovski trở lại chơi bóng cho câu lạc bộ ở Cộng hòa Séc lần đầu tiên kể từ khi rời Baník Ostrava tới Ý 11 năm trước.  Anh ấy đã nói trong bốn cuộc phỏng vấn riêng biệt về việc trở lại câu lạc bộ quê hương của mình một ngày. 
Anh ra sân lần đầu tiên sau 11 năm gặp Hradec Králové vào ngày 15 tháng 10 năm 2011 nhưng chỉ chơi được 8 phút sau khi vào sân thay người trước khi bị chấn thương đầu gối và rời sân, đây hóa ra là trận đấu bóng đá chuyên nghiệp cuối cùng của anh. Vào ngày 20 tháng 2 năm 2012, Jankulovski tuyên bố giải nghệ do không thể bình phục chấn thương đầu gối. Một năm sau, anh được tổ chức một trận đấu chia tay, do câu lạc bộ sắp xếp, và anh tham gia trận đấu đó.

## Sự nghiệp quốc tế
Jankulovski đại diện cho CH Séc từ U16 đến U21.  Vào ngày 8 tháng 2 năm 2000, anh ra mắt đội cao cấp của mình, bắt đầu cả trận, trong chiến thắng 2-1 trước Mexico .  Vào tháng 6 năm 2000, Jankulovski lần đầu tiên được gọi vào đội tuyển quốc gia tham dự UEFA Euro 2000 .  Anh có trận ra mắt đầu tiên trong giải đấu với Pháp vào ngày 16 tháng 6 năm 2000, vào sân thay Tomáš Rosický ở phút 62 , trong trận thua 2-1, dẫn đến việc Cộng hòa Séc bị loại khỏi giải đấu.  Jankulovski xuất hiện lần nữa trong giải đấu chống lạiĐan Mạch vào ngày 20 tháng 6 năm 2000, vào sân thay người ở phút 61, trong chiến thắng 2–0. 
Sau khi kết thúc giải đấu UEFA Euro 2000, Jankulovski có trận đấu đầu tiên cho đội tuyển quốc gia, trong trận thua 0-0 trước Slovenia vào ngày 16 tháng 8 năm 2000.  Một tháng sau, anh được gọi vào đội tuyển Thế vận hội Cộng hòa Séc trong Thế vận hội Olympic 2000 .  Jankulovski ghi bàn trong giải đấu, trong trận hòa 2–2 trước Hoa Kỳ vào ngày 13 tháng 9 năm 2000.  Anh chơi thêm hai lần nữa trong giải đấu khi Cộng hòa Séc bị loại từ vòng bảng.  Mãi đến ngày 1 tháng 9 năm 2001, Jankulovski mới ghi bàn thắng đầu tiên cho đội tuyển quốc gia, trong trận thua 3–1 trước Iceland . Tiếp theo là anh ghi bàn thắng thứ hai cho Cộng hòa Séc, trong chiến thắng 3–2 trước Malta .  Sau đó, anh chơi trong cả hai trận play-off với Bỉ , khi đội tuyển quốc gia thua 0-0 sau trận đấu nặng hơn. 
Sau thất bại trong việc giành quyền tham dự FIFA World Cup , Jankulovski đã giúp Cộng hòa Séc giữ sạch lưới ba trận liên tiếp cho đội tuyển quốc gia từ ngày 27 tháng 3 năm 2002 đến ngày 18 tháng 5 năm 2002.  Sau đó, anh ghi bàn thắng thứ ba cho Cộng hòa Séc, với tỷ số 2– 0 trận thắng trước Moldova vào ngày 12 tháng 10 năm 2002.  Jankulovski sau đó ghi bàn thắng thứ tư cho đội tuyển quốc gia, trong chiến thắng 4–0 trước Áo vào ngày 2 tháng 4 năm 2003.  Cùng với Cộng hòa Séc đủ điều kiện tham dự UEFA Euro 2004 , anh ghi bàn thắng thứ năm cho đội tuyển quốc gia, trong chiến thắng 3–2 trước Áo vào ngày 11 tháng 10 năm 2003. Một tháng sau, vào ngày 15 tháng 11 năm 2003, Jankulovski ghi bàn thắng thứ sáu cho Cộng hòa Séc, đồng thời lập một trong những bàn thắng, trong chiến thắng 5–1 trước Canada .  Vào tháng 6 năm 2004, anh được gọi vào đội tuyển quốc gia cho UEFA Euro 2004 .  Jankulovski trở thành sự lựa chọn hàng đầu cho hậu vệ trái của Cộng hòa Séc và giúp đội tuyển quốc gia vượt qua vòng bảng và vòng tứ kết.  Tuy nhiên, anh đã giúp Cộng hòa Séc cán đích ở vị trí thứ ba của giải đấu sau khi thua 1–0 trước Hy Lạp vào ngày 1 tháng 7 năm 2004. 
Sau khi kết thúc giải đấu UEFA Euro, Jankulovski đã giúp đội tuyển quốc gia giữ sạch lưới bốn trận liên tiếp từ ngày 9 tháng 10 năm 2004 đến ngày 5 tháng 2 năm 2005.  Một tháng sau vào ngày 30 tháng 3 năm 2005, anh ghi bàn thắng thứ bảy cho Cộng hòa Séc, trong một Thắng 4–0 trước Andorra .  Jankulovski sau đó đối đầu với Na Uy trong cả hai lượt trận play-off , khi đội tuyển quốc gia giành chiến thắng 2–0 để đủ điều kiện tham dự FIFA World Cup .  Vào tháng 5 năm 2006, anh được gọi vào đội tuyển Cộng hòa Séc tham dự FIFA World Cup . Sau đó, Jankulovski đã giúp đội tuyển quốc gia giữ sạch lưới bốn trận liên tiếp từ ngày 26 tháng 5 năm 2006 đến ngày 12 tháng 6 năm 2006, bao gồm một lần ghi bàn vào lưới Ả Rập Xê Út và sau đó là trận mở màn vòng bảng gặp Hoa Kỳ .  Jankulovski trở thành sự lựa chọn đầu tiên của Cộng hòa Séc bên trái trong hai trận đấu tiếp theo, khi đội tuyển quốc gia bị loại ở vòng bảng. 
Sau khi kết thúc giải đấu World Cup, Jankulovski tiếp tục là sự lựa chọn hàng đầu cho hậu vệ trái của Cộng hòa Séc trong suốt vòng loại UEFA Euro .  Sau đó, anh ghi hai bàn trong hai trận đấu từ ngày 8 tháng 9 năm 2007 đến ngày 12 tháng 9 năm 2007 trước San Marino và Cộng hòa Ireland .  Cộng hòa Séc tiếp tục đủ điều kiện tham dự UEFA Euro 2008 sau khi đánh bại Đức vào ngày 17 tháng 10 năm 2007.  Vào ngày 14 tháng 5 năm 2008, Jakulovski được thông báo là thành viên của đội tuyển Séc tham dự UEFA Euro 2008 . Anh trở thành sự lựa chọn đầu tiên của đội tuyển quốc gia bên trái trong suốt giải đấu và chơi cả ba trận, khi CH Séc bị loại ở vòng bảng. 
Trước đó đã ám chỉ về việc kết thúc sự nghiệp quốc tế của mình sau VCK Euro 2008, Jakulovski đã thay đổi ý định về việc giải nghệ.  Anh ấy được gọi vào đội tuyển quốc gia vào ngày 11 tháng 8 năm 2008.  Jakulovski ghi bàn thắng thứ mười hai cho Cộng hòa Séc, trong trận hòa 2–2 trước Anh 9 ngày sau đó vào ngày 20 tháng 8 năm 2008.  Sau đó anh ấy tiếp tục là sự lựa chọn hàng đầu của đội tuyển quốc gia bên trái trong hai năm tiếp theo.  Jakulovski ghi bàn thắng thứ ba cho Cộng hòa Séc, trong trận thua 2–1 trước Slovakia vào ngày 1 tháng 4 năm 2009.  Tuy nhiên, đội tuyển quốc gia không đủ điều kiện tham dự FIFA World Cupvà anh ấy đã tuyên bố từ giã sự nghiệp thi đấu quốc tế ngay sau đó.  Anh ấy đã có 77 lần khoác áo đội tuyển Cộng hòa Séc, ghi 12 bàn trong suốt 9 năm ở đó.

## Sau khi giải nghệ

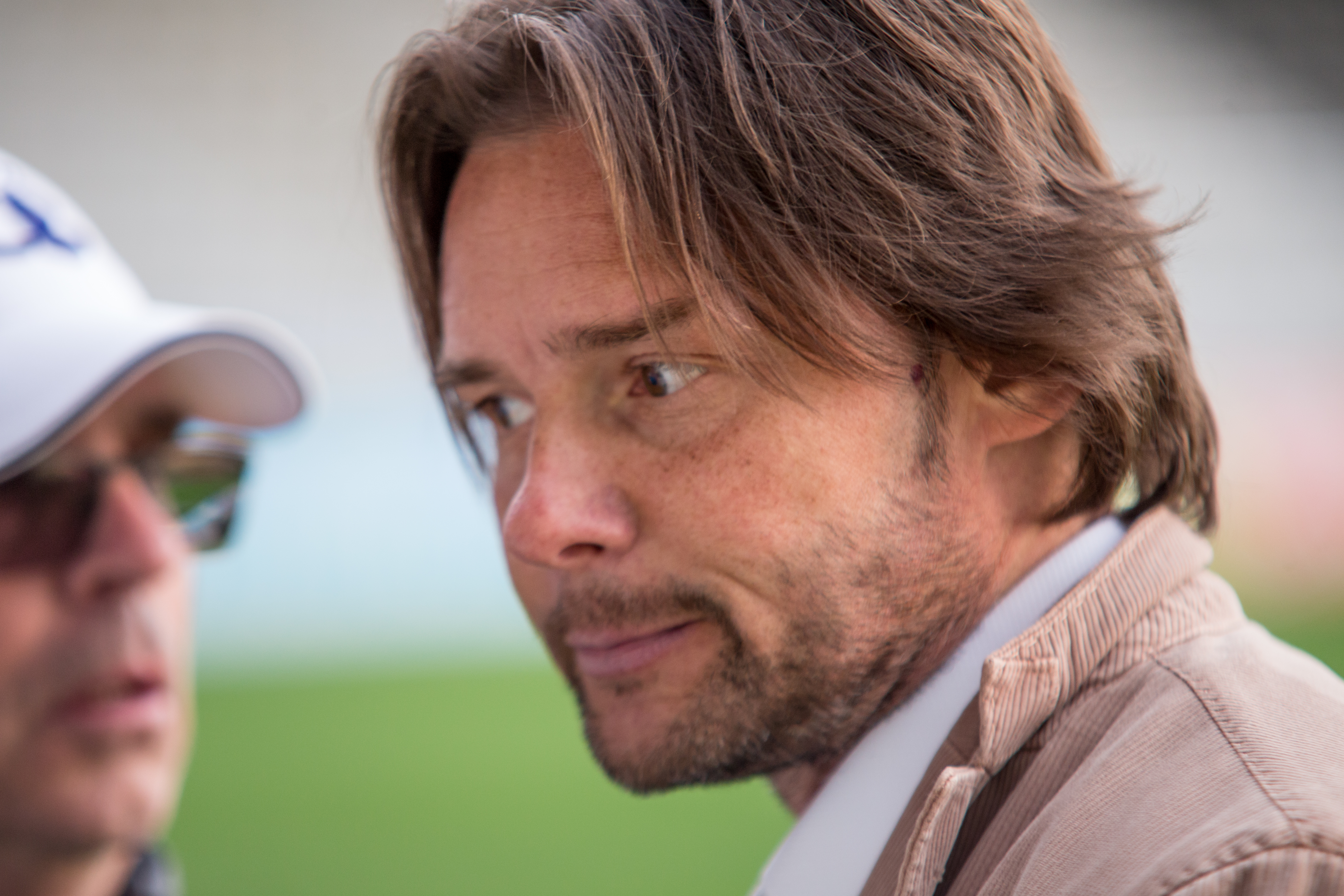
Jankulovski làm giám đốc thể thao của Baník Ostrava năm 2019.

Ngay sau khi tuyên bố từ giã sự nghiệp bóng đá chuyên nghiệp, Baník Ostrava cho biết họ đã chỉ định Jankulovski làm cố vấn cho mình. Anh ấy cũng làm việc với tư cách là chuyên gia nghiên cứu về UEFA Champions League. 
Bày tỏ sự quan tâm đến việc làm việc cho Baník Ostrava, Jankulovski được bổ nhiệm làm giám đốc thể thao của câu lạc bộ vào ngày 18 tháng 6 năm 2018. Sau hai mùa giải tại Baník Ostrava, anh rời vai trò giám đốc thể thao của câu lạc bộ vào ngày 13 tháng 7 năm 2020.

## Cuộc sống cá nhân
Bố anh, Pando Jankulovski, là một người Macedonia và đã di cư tới Séc từ Nam Tư. Mẹ của anh là người Séc. Marek đã làm đám cưới với Jana Jankulovska và họ đã có với nhau 2 đứa con gái, Karolína và Kristýna.
Vào tháng 5 năm 2006, Jankulovski bị buộc tội đặt cược thông qua một nhà cái bất hợp pháp, cùng với ba người chơi khác; mà Cá cược không bị coi là bất hợp pháp đối với các cầu thủ Ý cho đến tháng 11 năm 2005.  Cuộc điều tra kéo dài đến tháng 6 năm 2007 khi anh ta được xóa bỏ mọi cáo buộc chống lại anh ta. Vào tháng 5 năm 2009, Jankulovski bị cáo buộc đặt cược thông qua một nhà cái bất hợp pháp, cùng với ba người chơi khác một lần nữa. Cuộc điều tra kéo dài cho đến tháng 7 năm 2010 khi anh ta được xóa bỏ mọi cáo buộc chống lại anh ta. Vào tháng 1 năm 2016, Jankulovski bị một số cầu thủ buộc tội trốn thuế.

## Thống kê sự nghiệp

### Câu lạc bộ
| Câu lạc bộ     | Mùa giải       | Giải vô địch       | Giải vô địch | Giải vô địch | Cúp quốc gia | Cúp quốc gia | Châu Âu | Châu Âu | Khác | Khác | Tổng cộng | Tổng cộng |
| Câu lạc bộ     | Mùa giải       | Hạng đấu           | Trận         | Bàn          | Trận         | Bàn          | Trận    | Bàn     | Trận | Bàn  | Trận      | Bàn       |
| -------------- | -------------- | ------------------ | ------------ | ------------ | ------------ | ------------ | ------- | ------- | ---- | ---- | --------- | --------- |
| Baník Ostrava  | 1994–95        | Czech First League | 1            | 0            | -            | -            | -       | -       | -    | -    | 1         | 0         |
| Baník Ostrava  | 1995–96        | Czech First League | 9            | 1            | -            | -            | -       | -       | -    | -    | 9         | 1         |
| Baník Ostrava  | 1996–97        | Czech First League | 21           | 1            | -            | -            | -       | -       | -    | -    | 21        | 1         |
| Baník Ostrava  | 1997–98        | Czech First League | 26           | 3            | -            | -            | -       | -       | -    | -    | 26        | 3         |
| Baník Ostrava  | 1998–99        | Czech First League | 26           | 2            | -            | -            | -       | -       | -    | -    | 26        | 2         |
| Baník Ostrava  | 1999–2000      | Czech First League | 27           | 8            | -            | -            | -       | -       | -    | -    | 27        | 8         |
| Baník Ostrava  | Tổng cộng      | Tổng cộng          | 110          | 15           | –            | –            | –       | –       | –    | –    | 110       | 15        |
| Napoli         | 2000–01        | Serie A            | 20           | 3            | -            | -            | -       | -       | -    | -    | 20        | 3         |
| Napoli         | 2001–02        | Serie B            | 31           | 5            | 2            | 1            | -       | -       | -    | -    | 33        | 6         |
| Napoli         | Tổng cộng      | Tổng cộng          | 51           | 8            | 2            | 1            | –       | –       | –    | –    | 53        | 9         |
| Udinese        | 2002–03        | Serie A            | 27           | 5            | 2            | 0            | -       | -       | -    | -    | 29        | 5         |
| Udinese        | 2003–04        | Serie A            | 32           | 6            | 4            | 2            | 2       | 0       | -    | -    | 38        | 8         |
| Udinese        | 2004–05        | Serie A            | 32           | 4            | 3            | 0            | 2       | 0       | -    | -    | 38        | 4         |
| Udinese        | Tổng cộng      | Tổng cộng          | 91           | 15           | 9            | 2            | 4       | 0       | –    | –    | 104       | 17        |
| Milan          | 2005–06        | Serie A            | 22           | 1            | 4            | 0            | 2       | 0       | -    | -    | 28        | 1         |
| Milan          | 2006–07        | Serie A            | 33           | 3            | 4            | 0            | 13      | 0       | -    | -    | 50        | 3         |
| Milan          | 2007–08        | Serie A            | 14           | 0            | -            | -            | 3       | 0       | 2    | 1    | 19        | 1         |
| Milan          | 2008–09        | Serie A            | 31           | 0            | 1            | 0            | 6       | 1       | -    | -    | 38        | 1         |
| Milan          | 2009–10        | Serie A            | 8            | 0            | 2            | 0            | 1       | 0       | -    | -    | 11        | 0         |
| Milan          | 2010–11        | Serie A            | 5            | 0            | 1            | 0            | 1       | 0       | -    | -    | 7         | 0         |
| Milan          | Tổng cộng      | Tổng cộng          | 113          | 4            | 12           | 0            | 26      | 1       | 2    | 1    | 153       | 6         |
| Baník Ostrava  | 2011–12        | Czech First League | 1            | 0            | -            | -            | -       | -       | -    | -    | -         | -         |
| Tổng sự nghiệp | Tổng sự nghiệp | Tổng sự nghiệp     | 366          | 42           | 23           | 3            | 30      | 1       | 2    | 1    | 420       | 47        |

### Quốc tế
| Cộng hòa Séc | Cộng hòa Séc | Cộng hòa Séc |
| Năm          | Trận         | Bàn          |
| ------------ | ------------ | ------------ |
| 2000         | 4            | 0            |
| 2001         | 7            | 2            |
| 2002         | 5            | 1            |
| 2003         | 8            | 3            |
| 2004         | 14           | 0            |
| 2005         | 6            | 1            |
| 2006         | 12           | 1            |
| 2007         | 6            | 2            |
| 2008         | 10           | 1            |
| 2009         | 6            | 1            |
| Tổng         | 78           | 12           |

## Danh hiệu

### Câu lạc bộ

#### Milan
- Serie A: 2010–11

- UEFA Champions League: 2006–07
- UEFA Super Cup: 2007
- FIFA Club World Cup: 2007

### Cá nhân
- Czech Footballer of the Year: 2007